# Vlag van Łódź
De vlag van Łódź bestaat uit vijf even brede verticale banen in de kleurencombinatie rood-geel-rood-geel-rood. De overheid gebruikt een variant waarop drie adelaars uit het wapen van Łódź staan.
|  |  |

De vlag is, evenals het wapen van het woiwodschap, in gebruik sinds 25 juni 2002, en is ontworpen door dr. Marek Adamczewski.